# Contao
Contao (ex-TYPOlight) est un système de gestion de contenu spécialisé dans l'accessibilité (back office et front office) et utilise XHTML, HTML5 et CSS conforme W3C/WAI pour générer les pages. Il a été publié, par Leo Feyer en 2004 et a été publié sous la Lesser General Public License (LGPL).

## Principales fonctionnalités de Contao
Voici quelques-unes des caractéristiques qui permettent à Contao de se démarquer de la variété des systèmes de gestion de contenu. 
- Dispositif de mise à jour automatique (Live-Update)
- Documentation multilingue
- Utilisation des techniques du Web 2.0 et Ajax[3]
- Support de contenu multilingue (jeu de caractères UTF-8)
- Gestionnaire de fichiers intégré
- Moteur de recherche intégré
- Import/export de thèmes (feuilles de style, modules, présentations de page, images et fichiers ainsi que les templates)
- Générateur de formulaire
- Framework CSS
- Plus de cinquante hooks disponibles
- Langages et thèmes multiples pour le panneau d'administration (back office)
- Front office repose à 100 % sur des modèles personnalisables
- Gestion de versions et d’annulations (défaire / refaire)
- Support pour les appareils mobiles
- Contrôle de version, révision et annulation des changements
- Bibliothèques jQuery et MooTools intégrées

## Extensions
Plus de 1 700 extensions sont disponibles pour Contao. Elles peuvent être installées, mises à jour ou désinstallées depuis le panneau d'administration. La base de données peut également être mise à jour depuis le panneau d'administration.

## Développement
Les sources du projet sont disponibles sur le site GitHub.

## Symfony
Contao est, à partir de la version 4.0.0-beta1, une offre groupée du cadriciel Symfony. Une version préconfigurée est disponible sur le site GitHub.